# Caroline Honoré
Caroline Honoré (née le 29 avril 1970 à Clermont-Ferrand) est une athlète française, spécialiste du triple saut.

## Biographie
Elle remporte deux titres de championne de France du triple saut : en 1993 et 1996.
Elle améliore à deux reprises le record de France du triple saut : 13,51 m et 13,65 m, établis le 23 juillet 1993 à Annecy durant les championnats de France.

### Palmarès
- Championnats de France d'athlétisme :
  - vainqueur du triple saut en 1993 et 1996

### Records
| Épreuve     | Performance | Lieu | Date |
| ----------- | ----------- | ---- | ---- |
| Triple saut | 13,84 m     |      | 1999 |